# Atletica leggera ai Giochi della XXXII Olimpiade - 100 metri piani maschili
Ai Giochi della XXXII Olimpiade la competizione dei 100 metri piani maschili si è svolta dal 31 luglio al 1º agosto 2021 allo Stadio nazionale di Tokyo.

## Presenze ed assenze dei campioni in carica
| Competizione         | Atleta              | Prestazione | Tokyo 2020 |
| -------------------- | ------------------- | ----------- | ---------- |
| Olimpiadi 2016       | Usain Bolt          | 9"81        | Ritirato   |
| Commonwealth 2018    | Akani Simbine       | 10"03       | Presente   |
| Europei 2018         | Zharnel Hughes      | 9"95        | Presente   |
| Asiatici 2018        | Su Bingtian         | 9"92        | Presente   |
| Panamericani 2019    | Mike Rodgers        | 10"09       | Non qual.  |
| Africani 2019        | Raymond Ekevwo      | 9"96        | Presente   |
| Mondiali 2019        | Christian Coleman   | 9"76        | Sospeso    |
|                      |                     |             |            |
| Mondiali junior 2018 | Lalu Muhammad Zohri | 10"18       | Presente   |

1. ↑  La misura della sospensione viene presa quando un atleta concorda con la federazione la reperibilità per i controlli antidoping, ma poi non si fa trovare.

Graduatoria mondiale
In base alla classifica della Federazione mondiale, i migliori atleti iscritti alla gara erano i seguenti:
| Pos. | Atleta         | Punti | Note |
| ---- | -------------- | ----- | ---- |
| 2    | Akani Simbine  | 1415  |      |
| 3    | Ronnie Baker   | 1389  |      |
| 4    | Zharnel Hughes | 1379  |      |

## La gara
È la prima olimpiade dopo l'abbandono alle gare di Usain Bolt, il fenomeno capace di vincere tre ori consecutivi nel 2008, 2012 e 2016.

Nel corso della stagione l'atleta più vincente è lo statunitense Trayvon Bromell. La vittoria ai Trials con 9”80 gli dà un'ulteriore iniezione di fiducia. Gli altri americani qualificati ai Giochi sono: Fred Kerley, che è passato dai 400 ai 100 metri proprio quest'anno, e Ronnie Baker.
Il più veloce nelle batterie è Andre De Grasse (Canada), che corre in 9”91 nella sesta serie. Dieci uomini scendono sotto i 10 secondi al primo turno.
Nella prima semifinale si qualificano i due favoriti, Kerley (USA) e De Grasse (Canada). Si mette in luce il kenyota Ferdinand Omanyala, che con 10”00 stabilisce il nuovo record nazionale.
Nella seconda semifinale si assiste alla clamorosa eliminazione di Bromell (10”00), uno dei favoriti principali per il titolo. Il 10”00 di Bromell e di Omanyala eguaglia il tempo più veloce di sempre per i non qualificati alla finale olimpica.
La terza semifinale è quella più veloce: il cinese Su Bingtian stabilisce il nuovo record asiatico con 9”83; stesso tempo per lo statunitense Ronnie Baker, al record personale; Marcell Jacobs stabilisce il nuovo record europeo con 9”84.
In finale prevale a sorpresa Marcell Jacobs, alla sua prima vittoria in una gara individuale di livello mondiale.

L'italiano ha battuto il proprio record personale (che è anche il record nazionale) in tutti e tre i turni di gara, suggellando la finale con il record europeo. Il picco di velocità di Jacobs è stato misurato agli 85 metri, quando è passato alla velocità di 43,3 km/h.

## Risultati

### Turni preliminari
Prendono parte ai turni preliminari gli atleti che partecipano senza minimo di qualificazione. I primi tre atleti di ogni batteria (Q) e il successivo atleta più veloce (q) si qualificano alle batterie.

#### Batteria 1
| Posizione | Corsia | Atleta                | Nazionalità     | Tempo | Note                                     |
| --------- | ------ | --------------------- | --------------- | ----- | ---------------------------------------- |
| 1         | 7      | Ngonidzashe Makusha   | Zimbabwe        | 10"32 | Q                                        |
| 2         | 8      | Fabrice Dabla         | Togo            | 10"57 | Q                                        |
| 3         | 6      | Yeykell Eliuth Romero | Nicaragua       | 10"62 | Q                                        |
| 4         | 1      | Hassan Saaid          | Maldive         | 10"70 | Miglior prestazione personale stagionale |
| 5         | 3      | Shaun Gill            | Belize          | 10"88 |                                          |
| 6         | 9      | Sokong Pen            | Cambogia        | 11"02 | Miglior prestazione personale stagionale |
| 7         | 4      | Sha Mahmood Noor Zahi | Afghanistan     | 11"04 | Miglior prestazione personale            |
| 8         | 5      | Lataisi Mwea          | Kiribati        | 11"25 |                                          |
| 9         | 2      | Nathan Crumpton       | Samoa Americane | 11"27 | Miglior prestazione personale            |

#### Batteria 2
| Posizione | Corsia | Atleta                     | Nazionalità         | Tempo | Note                                     |
| --------- | ------ | -------------------------- | ------------------- | ----- | ---------------------------------------- |
| 1         | 2      | Barakat Al-Harthi          | Oman                | 10"27 | Q                                        |
| 2         | 9      | Emanuel Archibald          | Guyana              | 10"30 | Q                                        |
| 3         | 1      | Mohamed Alhammadi          | Emirati Arabi Uniti | 10"59 | Q                                        |
| 4         | 5      | Banuve Tabakaucoro         | Figi                | 10"59 | q                                        |
| 5         | 7      | Artur Bruno Rojas Da Silva | Bolivia             | 10"64 |                                          |
| 6         | 4      | Didier Kiki                | Benin               | 10"69 | Miglior prestazione personale            |
| 7         | 3      | Badamassi Saguirou         | Niger               | 10"87 | Miglior prestazione personale            |
| 8         | 8      | Ronald Lawrence Fotofili   | Tonga               | 11"19 | Miglior prestazione personale stagionale |
| -         | 6      | Aveni Miguel               | Angola              | dq    |                                          |

#### Batteria 3
| Posizione | Corsia | Atleta                      | Nazionalità               | Tempo | Note                                     |
| --------- | ------ | --------------------------- | ------------------------- | ----- | ---------------------------------------- |
| 1         | 6      | Dorian Keletela             | Atleti Olimpici Rifugiati | 10"33 | Q                                        |
| 2         | 1      | Guy Maganga                 | Gabon                     | 10"61 | Q                                        |
| 3         | 2      | Oliver Mwimba               | RD del Congo              | 10"63 | Q                                        |
| 4         | 3      | Ildar Akhmadiev             | Tagikistan                | 10"66 | Miglior prestazione personale            |
| 5         | 5      | Jonah Harris                | Nauru                     | 11"01 | Miglior prestazione personale stagionale |
| 6         | 8      | Scott James Fiti            | Micronesia                | 11"25 | Miglior prestazione personale stagionale |
| 7         | 4      | Seco Camara                 | Guinea-Bissau             | 11"33 | Miglior prestazione personale            |
| 8         | 9      | Adrian Justin Jimena Ililau | Palau                     | 11"43 | Miglior prestazione personale            |
| 9         | 7      | Karalo Hepoiteloto Maibuca  | Tuvalu                    | 11"42 | Record nazionale                         |

### Batterie
I primi tre atleti di ogni batteria (Q) e i successivi tre più veloci (q) si qualificano alle semifinali.

#### Batteria 1
| Posizione | Corsia | Atleta              | Nazionalità   | Tempo | Note                                     |
| --------- | ------ | ------------------- | ------------- | ----- | ---------------------------------------- |
| 1         |        | Ronnie Baker        | Stati Uniti   | 10"03 | Q                                        |
| 2         |        | Jimmy Vicaut        | Francia       | 10"07 | Q                                        |
| 3         |        | Usheoritse Itsekiri | Nigeria       | 10"15 | Q                                        |
| 4         |        | Wu Zhiqiang         | Cina          | 10"18 |                                          |
| 5         |        | Yang Chun-Han       | Taipei cinese | 10"21 | Miglior prestazione personale stagionale |
| 6         |        | Shuhei Tada         | Giappone      | 10"22 |                                          |
| 7         |        | Emre Zafer Barnes   | Turchia       | 10"47 |                                          |
| 8         |        | Guy Maganga         | Gabon         | 10"77 |                                          |
| -         |        | Tyquendo Tracey     | Giamaica      | dns   |                                          |

#### Batteria 2
| Posizione | Corsia | Atleta                  | Nazionalità               | Tempo | Note |
| --------- | ------ | ----------------------- | ------------------------- | ----- | ---- |
| 1         | 6      | Enoch Adegoke           | Nigeria                   | 9"98  | Q    |
| 2         | 3      | Femi Ogunode            | Qatar                     | 10"02 | Q    |
| 3         | 8      | Zharnel Hughes          | Gran Bretagna             | 10"04 | Q    |
| 4         | 7      | Trayvon Bromell         | Stati Uniti               | 10"05 | q    |
| 5         | 9      | Felipe Bardi Dos Santos | Brasile                   | 10"26 |      |
| 6         | 4      | Silvan Wicki            | Svizzera                  | 10"28 |      |
| 7         | 5      | Samson Colebrooke       | Bahamas                   | 10"33 |      |
| 8         | 1      | Dorian Keletela         | Atleti Olimpici Rifugiati | 10"41 |      |
| 9         | 2      | Emanuel Archibald       | Guyana                    | 10"41 |      |

#### Batteria 3
| Posizione | Corsia | Atleta            | Nazionalità  | Tempo | Note |
| --------- | ------ | ----------------- | ------------ | ----- | ---- |
| 1         | 4      | Marcell Jacobs    | Italia       | 9"94  | Q    |
| 2         | 9      | Oblique Seville   | Giamaica     | 10"04 | Q    |
| 3         | 1      | Shaun Maswanganyi | Sudafrica    | 10"12 | Q    |
| 4         | 7      | Ryōta Yamagata    | Giappone     | 10"15 |      |
| 5         | 2      | Xie Zhenye        | Cina         | 10"16 |      |
| 6         | 5      | Yupun Abeykoon    | Sri Lanka    | 10"32 |      |
| 7         | 8      | Carlos Nascimento | Portogallo   | 10"37 |      |
| 8         | 6      | Gavin Smellie     | Canada       | 10"44 |      |
| 9         | 3      | Oliver Mwimba     | RD del Congo | 10"97 |      |

#### Batteria 4
| Posizione | Corsia | Atleta                  | Nazionalità         | Tempo | Note                                     |
| --------- | ------ | ----------------------- | ------------------- | ----- | ---------------------------------------- |
| 1         | 2      | Gift Leotlela           | Sudafrica           | 10"04 | Q                                        |
| 2         | 4      | Su Bingtian             | Cina                | 10"05 | Q                                        |
| 3         | 8      | Jason Rogers            | Saint Kitts e Nevis | 10"21 | Q                                        |
| 4         | 7      | Yuki Koike              | Giappone            | 10"22 |                                          |
| 5         | 5      | Lalu Muhammad Zohri     | Indonesia           | 10"26 | Miglior prestazione personale stagionale |
| 6         | 3      | Ebrima Camara           | Gambia              | 10"33 |                                          |
| 7         | 6      | Kemar Hyman             | Isole Cayman        | 10"41 |                                          |
| 8         | 9      | Ratu Banuve Tabakaucoro | Figi                | 10"70 |                                          |

#### Batteria 5
| Posizione | Corsia | Atleta                    | Nazionalità         | Tempo | Note                                     |
| --------- | ------ | ------------------------- | ------------------- | ----- | ---------------------------------------- |
| 1         | 9      | Andre De Grasse           | Canada              | 9"91  | Q                                        |
| 2         | 3      | Fred Kerley               | Stati Uniti         | 9"97  | Q                                        |
| 3         | 6      | Ferdinand Omanyala Omurwa | Kenya               | 10"01 | Q                                        |
| 4         | 1      | Filippo Tortu             | Italia              | 10"10 | q                                        |
| 5         | 8      | Reece Prescod             | Gran Bretagna       | 10"12 | q                                        |
| 6         | 5      | Jak Ali Harvey            | Turchia             | 10"25 | Miglior prestazione personale stagionale |
| 7         | 4      | Barakat Al-Harthi         | Oman                | 10"31 |                                          |
| 8         | 7      | Mohamed Alhammadi         | Emirati Arabi Uniti | 10"64 |                                          |
| -         | 2      | Divine Oduduru            | Nigeria             | dq    |                                          |

#### Batteria 6
| Posizione | Corsia | Atleta                  | Nazionalità       | Tempo | Note                                     |
| --------- | ------ | ----------------------- | ----------------- | ----- | ---------------------------------------- |
| 1         | 4      | Akani Simbine           | Sudafrica         | 10"08 | Q                                        |
| 2         | 3      | Arthur Cissé            | Costa d'Avorio    | 10"15 | Q                                        |
| 3         | 6      | Paulo André de Oliveira | Brasile           | 10"17 | Q                                        |
| 4         | 1      | Hassan Taftian          | Iran              | 10"19 | Miglior prestazione personale stagionale |
| 5         | 9      | Emmanuel Matadi         | Liberia           | 10"25 |                                          |
| 6         | 5      | Cejhae Greene           | Antigua e Barbuda | 10"25 |                                          |
| 7         | 8      | Ngonidzashe Makusha     | Zimbabwe          | 10"43 |                                          |
| 8         | 7      | Bismark Boateng         | Canada            | 10"47 |                                          |
| -         | 2      | Fabrice Dabla           | Togo              | dq    |                                          |

#### Batteria 7
| Posizione | Corsia | Atleta                 | Nazionalità   | Tempo | Note |
| --------- | ------ | ---------------------- | ------------- | ----- | ---- |
| 1         | 1      | Rohan Browning         | Australia     | 10"01 | Q    |
| 2         | 5      | Yohan Blake            | Giamaica      | 10"06 | Q    |
| 3         | 3      | Chijindu Ujah          | Gran Bretagna | 10"08 | Q    |
| 4         | 6      | Benjamin Azamati-Kwaku | Ghana         | 10"13 |      |
| 5         | 2      | Kojo Musah             | Danimarca     | 10"20 |      |
| 6         | 7      | Rodrigo do Nascimento  | Brasile       | 10"24 |      |
| 7         | 4      | Ján Volko              | Slovacchia    | 10"40 |      |
| 8         | 9      | Yeykell Eliuth Romero  | Nicaragua     | 10"70 |      |
| 9         | 8      | Mario Burke            | Barbados      | 15"81 |      |

### Semifinali
I primi due atleti di ogni batteria (Q) e i successivi due più veloci (q) si qualificano alla finale.

#### Semifinale 1
| Posizione | Corsia | Atleta                    | Nazionalità   | Tempo | Note             |
| --------- | ------ | ------------------------- | ------------- | ----- | ---------------- |
| 1         | 7      | Fred Kerley               | Stati Uniti   | 9"96  | Q                |
| 2         | 6      | Andre De Grasse           | Canada        | 9"98  | Q                |
| 3         | 9      | Ferdinand Omanyala Omurwa | Kenya         | 10"00 | Record nazionale |
| 4         | 4      | Gift Leotlela             | Sudafrica     | 10"03 |                  |
| 5         | 8      | Jimmy Vicaut              | Francia       | 10"11 |                  |
| 6         | 5      | Yohan Blake               | Giamaica      | 10"14 |                  |
| 7         | 2      | Usheoritse Itsekiri       | Nigeria       | 10"29 |                  |
| -         | 3      | Reece Prescod             | Gran Bretagna | dq    |                  |

#### Semifinale 2
| Posizione | Corsia | Atleta            | Nazionalità   | Tempo | Note     |
| --------- | ------ | ----------------- | ------------- | ----- | -------- |
| 1         | 8      | Zharnel Hughes    | Gran Bretagna | 9"98  | Q        |
| 2         | 7      | Enoch Adegoke     | Nigeria       | 10"00 | (.995) Q |
| 3         | 3      | Trayvon Bromell   | Stati Uniti   | 10"00 | (.996)   |
| 4         | 4      | Oblique Seville   | Giamaica      | 10"09 | (.081)   |
| 5         | 6      | Rohan Browning    | Australia     | 10"09 | (.083)   |
| 6         | 9      | Shaun Maswanganyi | Sudafrica     | 10"10 |          |
| 7         | 2      | Filippo Tortu     | Italia        | 10"16 |          |
| 8         | 5      | Femi Ogunode      | Qatar         | 10"17 |          |

#### Semifinale 3
Il cinese Su Bingtian batte il primato mondiale non ufficiale sui 60 m, percorrendoli in 6"29.
| Posizione | Corsia | Atleta                  | Nazionalità         | Tempo | Note     |
| --------- | ------ | ----------------------- | ------------------- | ----- | -------- |
| 1         | 4      | Su Bingtian             | Cina                | 9"83  | (.827) Q |
| 2         | 6      | Ronnie Baker            | Stati Uniti         | 9"83  | (.829) Q |
| 3         | 5      | Marcell Jacobs          | Italia              | 9"84  | q        |
| 4         | 7      | Akani Simbine           | Sudafrica           | 9"90  | q        |
| 5         | 8      | Chijindu Ujah           | Gran Bretagna       | 10"11 |          |
| 6         | 2      | Jason Rogers            | Saint Kitts e Nevis | 10"12 |          |
| 7         | 9      | Arthur Cissé            | Costa d'Avorio      | 10"18 |          |
| 8         | 3      | Paulo André de Oliveira | Brasile             | 10"31 |          |

### Finale

Video ufficiale della Finale

Intervista a Marcell Jacobs

| Record mondiale      | Usain Bolt      | 9"58 | Berlino | 16 agosto 2009 |
| Record olimpico      | Usain Bolt      | 9"63 | Londra  | 5 agosto 2012  |
| Capolista stagionale | Trayvon Bromell | 9"77 | Miramar | 5 giugno 2021  |

Domenica 1 agosto, ore 21:50.
| Posizione | Corsia | Atleta          | Nazionalità   | Tempo  | Note                          |
| --------- | ------ | --------------- | ------------- | ------ | ----------------------------- |
|           | 3      | Marcell Jacobs  | Italia        | 9"80   | Record europeo                |
|           | 5      | Fred Kerley     | Stati Uniti   | 9"84   | Miglior prestazione personale |
|           | 9      | Andre De Grasse | Canada        | 9"89   | Miglior prestazione personale |
| 4         | 2      | Akani Simbine   | Sudafrica     | 9"93   |                               |
| 5         | 7      | Ronnie Baker    | Stati Uniti   | 9"95   |                               |
| 6         | 6      | Su Bingtian     | Cina          | 9"98   |                               |
| -         | 8      | Enoch Adegoke   | Nigeria       | Rit.   |                               |
| -         | 4      | Zharnel Hughes  | Gran Bretagna | Squal. |                               |